# Elasmus camerounensis
Elasmus camerounensis är en stekelart som beskrevs av Jean Risbec 1955. Elasmus camerounensis ingår i släktet Elasmus och familjen finglanssteklar.
Artens utbredningsområde är Kamerun. Inga underarter finns listade i Catalogue of Life.